# Ambient house
Ambient house je hudební žánr, který vznikl koncem 80. let jako subžánr house, přičemž kombinuje prvky acid housu a ambientní hudby. Skladby žánru ambient house jsou typické beatovými vzory „four-to-the-floor“, syntezátory a vokálními samply včleněnými do stylu klasifikovaného jako atmosférický ("atmosférický styl").

## Významní interpreti
- 808 State
- Aphex Twin
- Biosphere
- Boards of Canada
- Global Communication
- Juno Reactor
- Tetsu Inoue
- The KLF
- The Orb
- System 7
- Yellow Magic Orchestra